# Bajcaridris menozzii
Bajcaridris menozzii är en myrart som först beskrevs av Santschi 1923.  Bajcaridris menozzii ingår i släktet Bajcaridris och familjen myror. Inga underarter finns listade.